# Grethe Rytter Hasle
Grethe Rytter Hasle (Horten, 3 de enero de 1920 - Bærum, 9 de noviembre de 2013) fue una profesora, planctóloga, y botánica noruega, que obtuvo una licenciatura en historia natural por la Universidad de Oslo. Estuvo entre las primeras mujeres profesoras de ciencias naturales en la Universidad de Oslo, especializándose en el estudio del fitoplancton.

## Biografía
Nació en Borre, Horten; hija del contramaestre Johan Kristian Rytter (1890–1966) y de su esposa Nicoline Olava Nielsen (1885–1976). Se casó con Hans Martin Hasle y tomó su apellido; él falleció en 1971. Residió en Ekeberg, Akershus y falleció en noviembre de 2013.

### Actividades académicas
Se graduó del Colegio Elverum DE Profesores en 1942, y se graduó por la Universidad de Oslo en 1949. Su primera publicación fue Phototactic vertical migration in marine dinoflagellates (Migración vertical fototáctica en dinoflagelados marinos). Y tomó el grado dr.philos. en 1968 con la tesis An Analysis of the Phytoplankton of the Pacific Southern Ocean (Un análisis del fitoplancton del Océano Pacífico Sur).

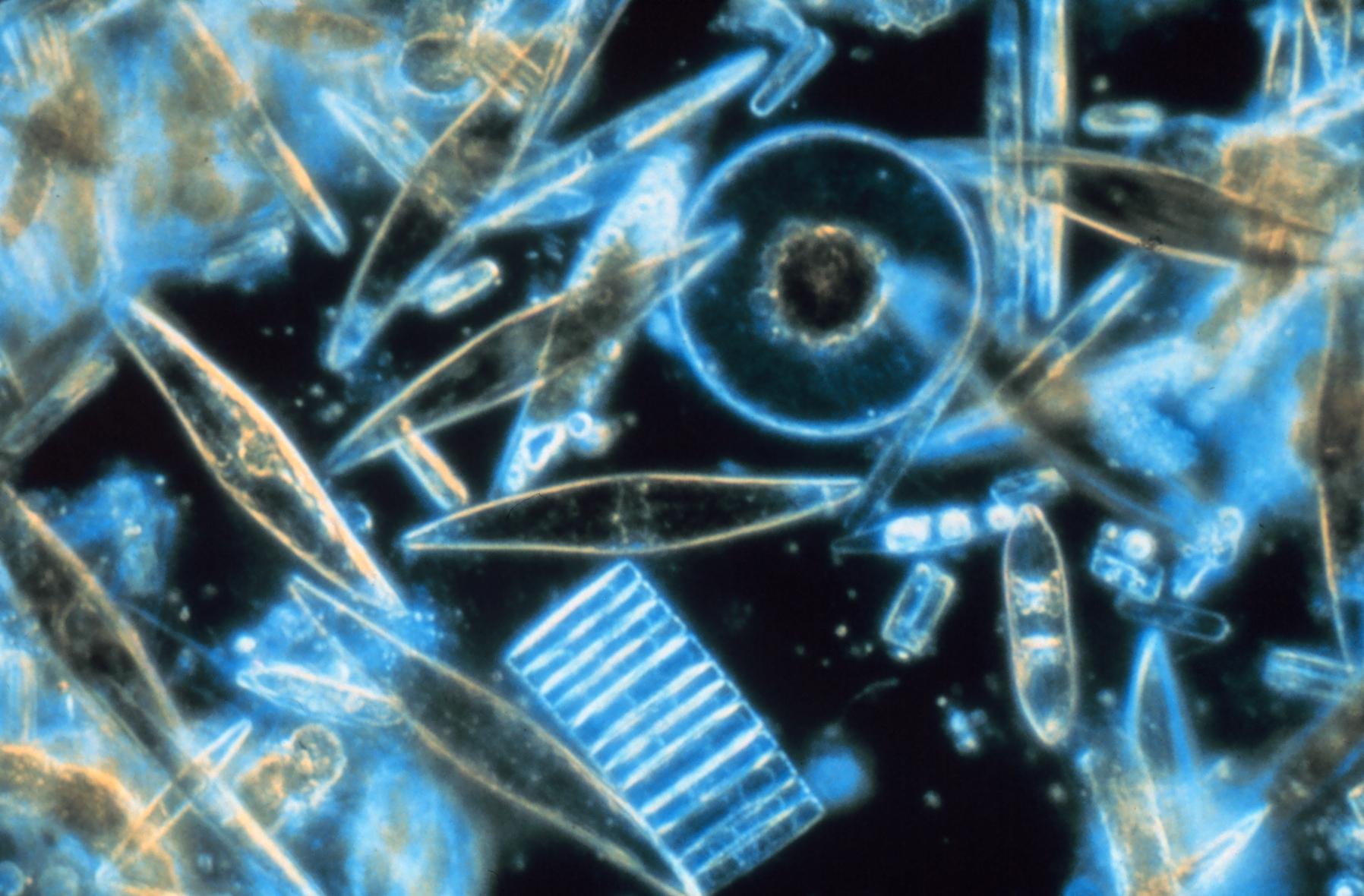
Bacillariophyceae.

Fue contratada como profesora de la Universidad de Oslo en 1961, y luego fue profesora de botánica marina de 1977 a 1990. Fue la tercera mujer profesora en la Facultad de Matemática y Ciencias Naturales, y fue incluido en la Academia Noruega de Ciencias y Letras en 1980 como la única investigadora en ese momento representando a las ciencias naturales. También fue profesora visitante en la Universidad de Texas A&M de 1968 a 1969.
Fue especialmente conocida por sus estudios de fitoplancton en general, y específicamente la clase Bacillariophyceae. Y también conocida por la revisión de las características morfológicas y taxonómicas de los géneros Thalassiosira, Nitzschia, Fragilariopsis.

## Obra

### Algunas publicaciones de investigaciones
- 1949. Undersøkelser over Ceratium-arter og Prorocentrum micans. indre Oslofjord somrene (1946–1948), h.oppg. UiO.
- 1950. Phototactic vertical migration in marine dinoflagellates. Oikos 2, 1950 p. 162–175.
- 1959. A quantitative study of phytoplankton from the equatorial Pacific. Deep Sea Research 6, 1959 p. 38–59.
- 1960. Phytoplankton and ciliate species from the tropical Pacific. DNVA Skr.I. 2, 1960, p. 1–50.
- 1964, 1965. Nitzschia and Fragilariopsis species studied in the light and electron microscopes. DNVA Skr.I. 1964, ny serie 16, 18 og 21, 1965 Nª. 2 og 3.
- 1968. An Analysis of the Phytoplankton of the Pacific Southern Ocean: Abundance, Composition and Distribution during the 'Brattegg' Expedition 1947–48, dr.avh. Hvalrådet Skrifter 52, 1968, p. 1–168.
- 1968. Distribution of marine diatoms in the southern oceans. Antarctic Map Folio Ser.
- 1974. Some marine plankton genera of the diatom family Thalassiosiraceae. Suplemento 45 Nova Hedwigia: 1–49.
- 1976. The biogeography of some marine planktonic diatoms. Deep Sea Research 23, 1976, p. 319–338.
- 1994. Pseudo-nitzschia as a genus distinct from Nitzschia (Bacillariophyceae). Journal of Phycology 30: 1036–1039.
- 1996. Marine Diatoms (sm.m. E. E. Syvertsen), i C. R. Tomas (ed.) Identifying Marine Diatoms and Dinoflagellates. San Diego, p. 5–385.
- 1999. Thalassionema synedriforme comb.nov. and Thalassiothrix spathulata sp.nov., two marine, planktonic diatoms from warm waters. Phycologia 38: 54–59.
- 2003. medforf. (diatomé-delen). J. Throndsen, G. R. Hasle, K. Tangen: Norsk kystplanktonflora, 2003, p. 112–200
- 2007. Phytoplankton of Norwegian coastal waters. Con Jahn Throndsen, Karl Tangen. Ed. Almater Forlag AS, 343 p.

### Algunas publicaciones de literatura científica
Arts. para la revista Phycologia (rev. internacional de la Soc. de Ficología)
- Abril 1967. The Fine Structure of Some Thalassionema and Thalassiothrix Species (con Blanca Rojas E. de Mendiola)
- Septiembre 1977. Morphology and taxonomy of Actinocyclus normanii f. subsalsa (Bacillariophyceae)
- Septiembre 1978. Some freshwater and brackish water species of the diatom genus Thalassiosira Cleve
- Marzo 1986. Trygve Braarud (15 septiembre 1903–9 de julio de 1985)
- Junio 1988. Atlas and Catalogue of the Diatom Types of Friedrich Hustedt
- Marzo 1989. Freshwater and brackish water Thalassiosira (Bacillariophyceae): taxa with tangentially undulated valves (coautoría con Carina B. Lange).
- 1999. Thalassionema synedriforme comb.nov. and Thalassiothrix spathulata sp.nov., two marine, planktonic diatoms from warm waters.
- Septiembre 2002. Morphology, phylogeny and taxonomy of species within the Pseudo-nitzschia americana complex (Bacillariophyceae) with descriptions of two new species, Pseudo-nitzschia brasiliana and Pseudo-nitzschia línea (con Nina Lundholm, Greta A. Fryxell, Paul E. Hargraves)
- Noviembre 2005. Pseudo-nitzschia seriata f. obtusa (Bacillariophyceae) raised in rank based on morphological, phylogenetic and distributional data (con Nina Lundholm)
- Septiembre 2010. Fragilariopsis (Bacillariophyceae) of the Northern Hemisphere – morphology, taxonomy, phylogeny and distribution, with a description of F. pacifica sp. nov (con Nina Lundholm)

### Otras publicaciones
- 1990. Contributions to the knowledge of microalgae particularly diatoms (tillegg til Nova Hedwigia)
- 1990. Aftenp.2.1.1990
- 2000. Art.e para The Phycological Newsletter 1.

### Fotografías científicas
1990
- Fotos con Odd Brynildsrud, 4.6.1981; UiO, Mat.nat.fakultet, Fototeknisk avdeling, arkivnr. R710 nr. 5; gjengitt i Blyttianr. 48, 1990 og Aftenp.2.1.1990
- Fotos con Leif Gabrielsen; gjengitt i Kvinner og forskning, naturvitenskap og teknologi, brosjyre utgitt av RNF (NAVF) og NTNF 1990, p. 4

## Premios y reconocimientos
- Festschrift por su septuagésimo cumpleaños
- 2000: Premio a la Excelencia de la Phycological Society of America
- 2003: Premio Yasumoto a la Trayectoria de la Sociedad Internacional para el Estudio de Algas Nocivas[1]

## Eponimia
Género
- (Bacillariophyceae) Haslea.[1]